# Tannenboden
Das Gebiet Tannenboden ist ein mit Verordnung vom 4. Dezember 2015 durch die Körperschaftsforstdirektion Freiburg ausgewiesener Bannwald (Schutzgebiet-Nummer 100149) bei Wieden im Landkreis Lörrach in Baden-Württemberg.

## Lage
Das Schutzgebiet befindet sich südlich des Weilers Warbach, einem Ortsteil von Wieden. Es handelt sich um ein sehr großflächiges Allmendweidfeld an einem SW-exponierten Hang. Das Schutzgebiet liegt im Gemeindewald Wieden und hat die Flurstück-Nr. 087095-000-00736/000 
sowie die Flurstück-Nr. 087095-000-00737/000.
Der Bannwald ist Teil des FFH-Gebiets Belchen (FFH-Gebiet) und er ist Teil des Vogelschutzgebiets Südschwarzwald. Der Bannwald liegt ebenfalls im Biosphärengebiet Schwarzwald.
Im Schutzgebiet liegt das Biotop Weidfeld am Tannenboden mit der Biotopnummer 181133360446 sowie das Biotop Weidfeld E Tannenboden mit der Biotopnummer 181133360447. Das Biotop Feuchtgebiet S Scheuermatt mit der Biotopnummer 181133360457 liegt ebenfalls im Bannwald.

## Vegetation
Im Bannwald kommen laut Waldbiotopkartierung die folgenden Arten vor:
Rotes Straußgras, Arnika, Felsen-Leimkraut, Mittleres Zittergras, Besenheide, Rundblättrige Glockenblume, Grau-Segge, Grünliche Gelb-Segge,
Igel-Segge, Braun-Segge, Hirse-Segge, Floh-Segge, Silberdistel, Krausblatt-Silberdistel, Gegenblättriges Milzkraut, Sumpf-Kratzdistel,
Quendel-Seide, Drahtschmiele, Rundblättriger Sonnentau, Hunds-Quecke, Dunkelgrünes Weidenröschen, Schmalblättriges Wollgras, Gemeiner Augentrost,
Rotbuche, Gewöhnlicher Rot-Schwingel, Sumpf-Labkraut, Harzer Labkraut, Gewöhnlicher Flügelginster, Wald-Ruhrkraut, Kleines Habichtskraut,
Spitzblütige Binse, Flatter-Binse, Sumpf-Hornklee, Hain-Vergissmeinnicht, Sumpf-Vergissmeinnicht, Borstgras, Sumpf-Herzblatt, Wald-Läusekraut,
Gemeine Fichte, Kleine Bibernelle, Gemeines Fettkraut, Spitzwegerich, Wald-Rispengras, Quendelblättrige Kreuzblume, Gewöhnliche Kreuzblume,
Blutwurz, Adlerfarn, Kriechender Hahnenfuß, Grannen-Klappertopf, Himbeere, Brombeeren, Kleiner Sauerampfer, Vogelbeere, Gras-Sternmiere,
Salbei-Gamander, Bergfarn, Breitblättriger Thymian, Weißklee, Heidelbeere, Bachbunge, Echter Ehrenpreis, Gewöhnliches Ruchgras, Wald-Frauenfarn,
Hasenpfoten-Segge, Wiesen-Kammgras, Geflecktes Knabenkraut, Dreizahn, Feld-Hainsimse, Gemeine Fichte, Wiesenklee, Gamander-Ehrenpreis,
Hunds-Veilchen, Sumpf-Veilchen, Gemeine Schafgarbe, Gewöhnliches Ruchgras, Pillen-Segge, Schwarze Flockenblume, Behaarter Kälberkropf,
Vierkantiges Weidenröschen, Mädesüß, Wald-Erdbeere, Triften-Labkraut, Weiches Honiggras, Echtes Johanniskraut, Oregano, Nickendes Leimkraut,
Bach-Sternmiere, Wald-Veilchen.

## Schutzzweck
Der Schutzzweck des Bannwalds ist gemäß Schutzgebietsverordnung
- In den durch ihre Nutzungsgeschichte geprägten Bergmischwäldern des Südschwarzwalds einen vom Menschen unbeeinflussten Ablauf der natürlichen Prozesse zu gewährleisten (Prozessschutz) und hierüber die Eigendynamik natürlicher oder naturnaher Ökosysteme einschließlich der Standorte sowie der sich daraus ergebenden Vielfalt an charakteristischen Lebensräumen, Tieren, Pflanzen und anderen Organismen auf Dauer zu schützen.
- Die Bannwälder dienen neben dem Schutz von Natur und natürlichen Prozessen insbesondere auch der Erhaltung genetischer Ressourcen sowie der wissenschaftlichen Beobachtung und Erforschung.

## Betreuung
Wissenschaftlich betreut wird der Bannwald durch die Forstliche Versuchs- und Forschungsanstalt Baden-Württemberg (BVA).